# GNOME Screenshot
GNOME Screenshot es una aplicación que se utiliza en el entorno de escritorio GNOME para hacer capturas de pantalla. Formaba parte del paquete GNOME Utilities (gnome-utils), pero luego se ha dividido en su propio paquete para la versión 3.3.1 en el año 2011.

## Características
GNOME Screenshot ofrece varias opciones para capturar la pantalla, incluidos la función de capturar todo el escritorio o solo una ventana, una función de temporizador y una función para colocar efectos de imagen. Estas opciones también se pueden acceder a través de los atajos de teclado, como ImpPnt para capturar toda la pantalla, Ctrl + ImpPnt para capturar la ventana actual y Shift + ImpPnt para capturar un área de la pantalla, que luego esta se guarda automáticamente en un archivo en el directorio de inicio. A principios de 2017, es la única aplicación que funciona en Gnome con el protocolo Wayland. [cita requerida]